# 勃氏小公魚
勃氏小公魚（学名：Anchoviella blackburni）為輻鰭魚綱鲱形目鳀科的其中一種，分布於中西大西洋的加勒比海海域，棲息深可達50公尺，本魚體纖細，吻小於1/2眼徑，臀鰭長，體側具一銀色條紋，臀鰭軟條22-24條，體長可達3公分，喜群游，棲息在沿海、潟湖，以浮游生物為食。

## 擴展閱讀
維基物種上的相關：勃氏小公魚